# مهاجرت صرب‌ها

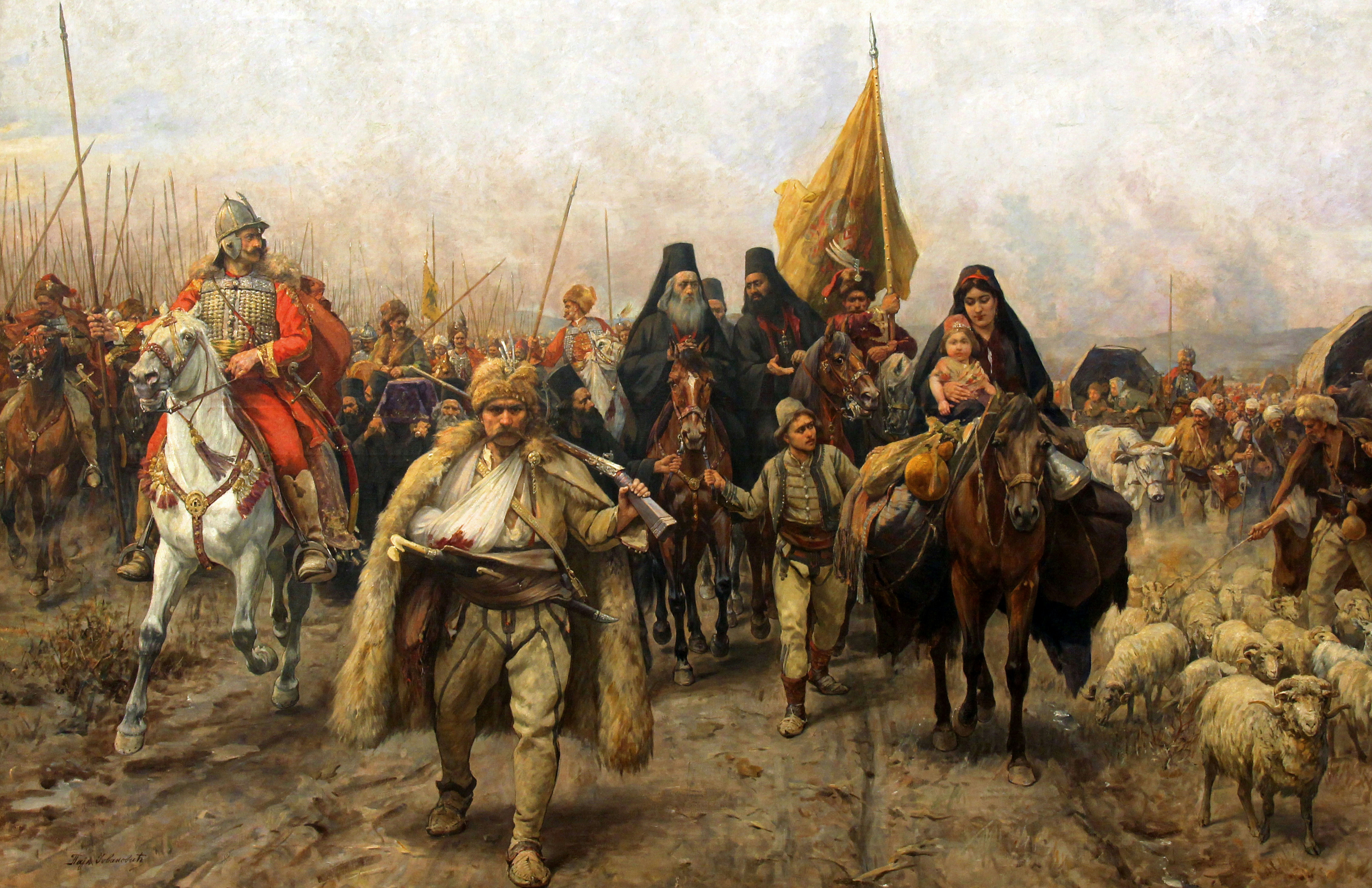
مهاجرت صرب‌ها، رنگ روغن بر روی بوم کرباس، حوالی سال ۱۹۸۶

مهاجرت صرب‌ها (سیریلیک صربی: Сеоба Срба) یک مجموعهٔ نقاشی رنگ روغن بر روی بوم در ۴ نسخه مشابه از هنرمند صربستانی، پایا یووانویچ است. این نقاشی مجسم کنندهٔ صرب‌ها می‌باشد که بنا بر فراخوان اسقف اعظم، آرسنیج سوم کارنویویچ مبنی بر مهاجرت در طول سال‌های ۱۶۹۰ تا ۱۶۹۱، که در آن زمان مشهور به مهاجرت بزرگ صرب‌ها گردید، اقدام به کوچ می‌نمایند. ابعاد این اثر هنری ۳۸۰ در ۵۸۰ سانتیمتر (۱۵۰ در ۲۳۰ اینچ) می‌باشد. این نقاشی در چند نسخه ارائه گردید که اولین آن در سال ۱۸۹۶ تکمیل گردید و در همان سال به گئورجیچ برانکوویچ، اسقف اعظم صرب اهدا گردید. یووانویچ هر ۴ نسخه از این اثر را به اتمام رساند اما تنها ۳ نسخه از آنها باقی ماند. اولین نسخه در نمایشگاه سلطنتی کلیسای ارتدکس صربستان واقع در بلگراد، دومین نسخه در موزهٔ پانچو و چهارمین نسخه در محل اقامت پرنسس جبیتا در بلگراد قرار دارد. مهاجرت صرب‌ها دارای جایگاه ویژه‌ای در فرهنگ معاصر صربستان است و چندین نویسنده معتقدند که این اثر هنری یکی از بهترین دستاوردهای هنری یووانویچ می‌باشد.

## نگارخانه

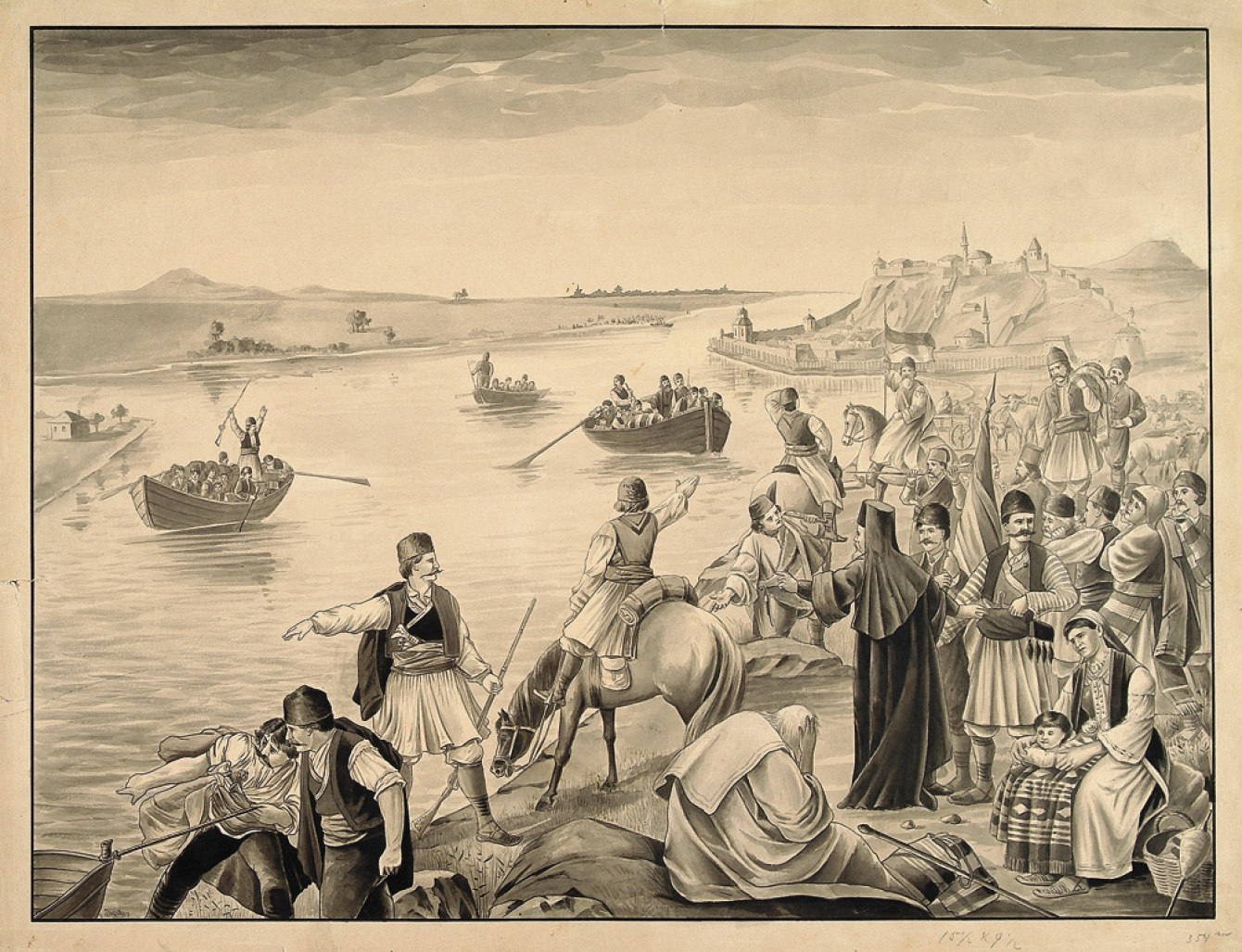
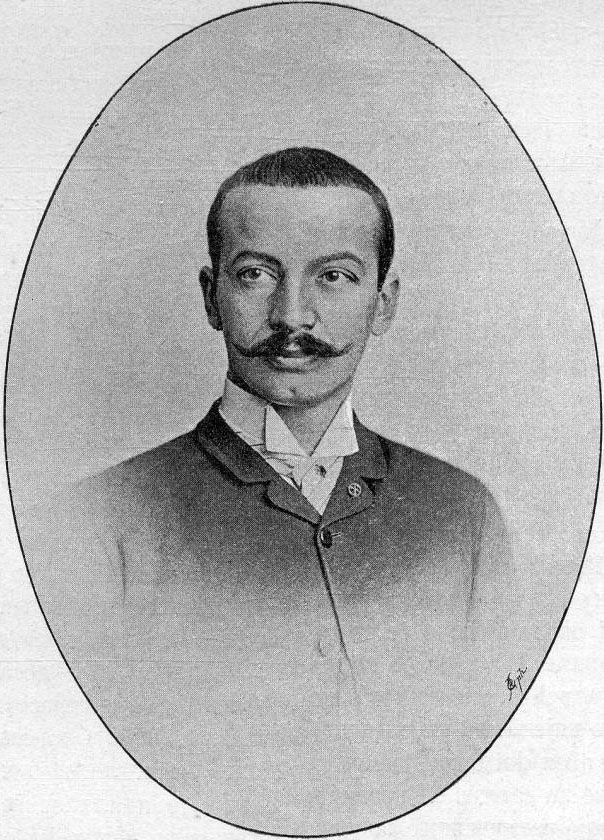
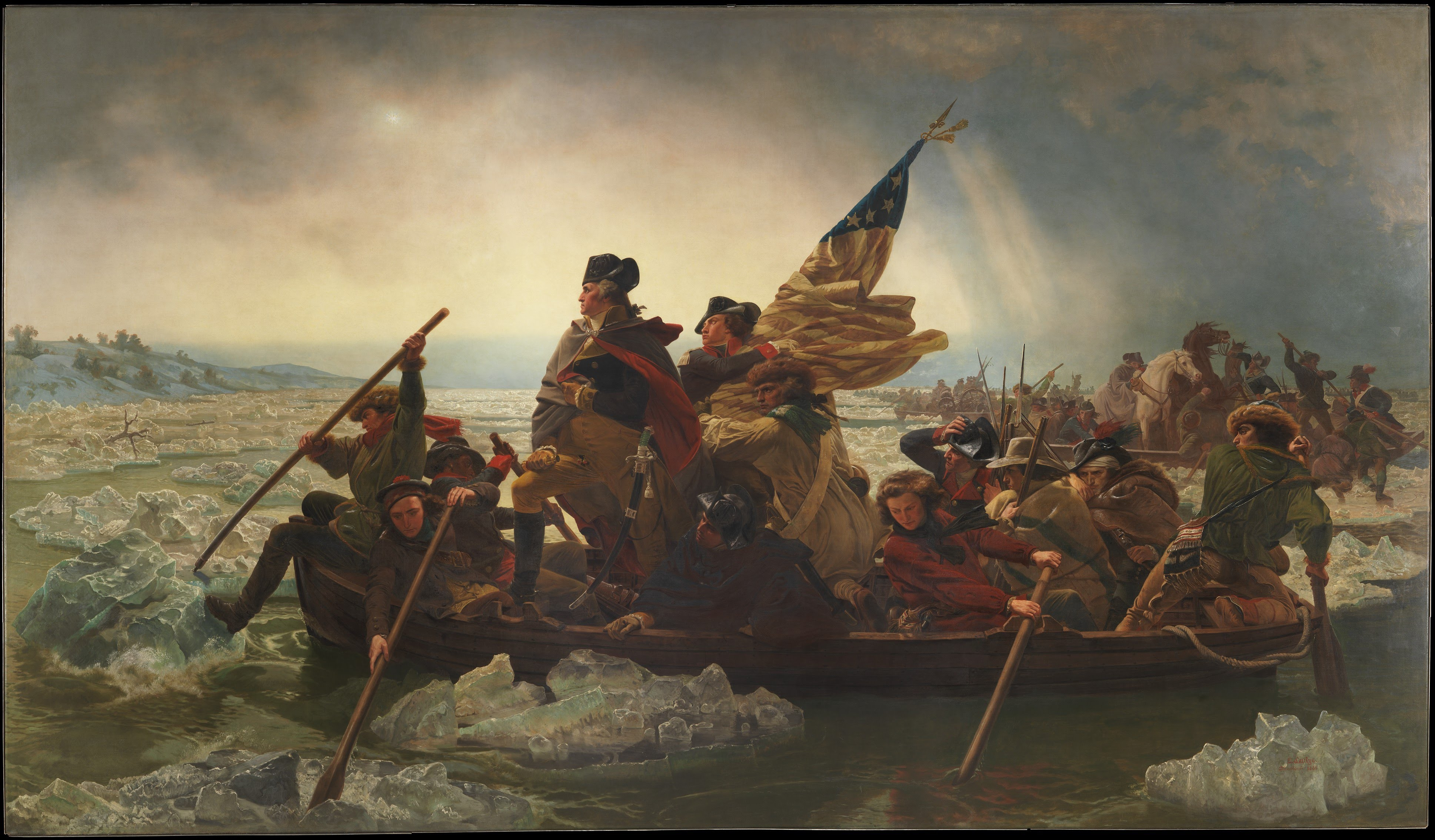